# Picrorrhyncha
Picrorrhyncha är ett släkte av fjärilar. Picrorrhyncha ingår i familjen Carposinidae.
Kladogram enligt Catalogue of Life:
| Picrorrhyncha | \| \| Picrorrhyncha atribasis \| \| \| \| \| \| Picrorrhyncha pista \| \| \| \| \| \| Picrorrhyncha scaphula \| \| \| \| |
|               | \| \| Picrorrhyncha atribasis \| \| \| \| \| \| Picrorrhyncha pista \| \| \| \| \| \| Picrorrhyncha scaphula \| \| \| \| |
|               | Picrorrhyncha atribasis                                                                                                  |
|               | |
|               | Picrorrhyncha pista |
|               | |
|               | Picrorrhyncha scaphula                                                                                                   |
|               | |